# Bill Mitchell (Ökonom)

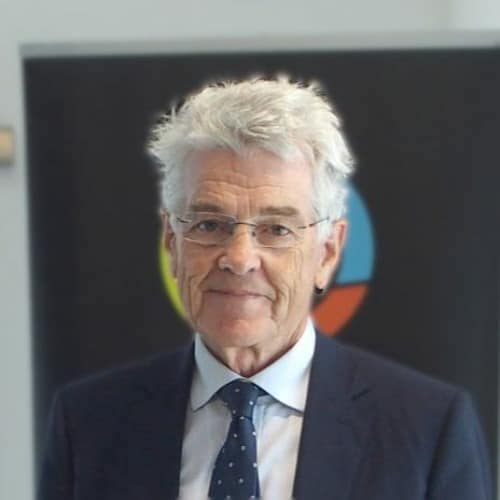
Bill Mitchell, 2021

Bill Mitchell (* 7. März 1952) ist ein australischer Wirtschaftswissenschaftler.
Bill Mitchell ist Professor für Ökonomie an der University of Newcastle in New South Wales. Mitchell ist Vertreter der Modern Monetary Theory.
Mitchell ist Direktor des Centre of Full Employment and Equity (CofFEE), einer Forschungseinrichtung an der Universität Newcastle, die untersucht, wie Vollbeschäftigung und gute ökonomische Lebensbedingungen für alle Menschen möglich sind.

## Schriften
- Mitchell, William; Joan Muysken, Tom Van Veen: Growth and cohesion in the European Union: The Impact of Macroeconomic Policy (2006), Edward Elgar Publishing, ISBN 1845426118
- Mitchell, William & Joan Muysken: Full Employment Abandoned: Shifting Sands and Policy Failures (2008), Edward Elgar Publishing 320 pp, Hardback, ISBN 9781858985077
- Mitchell, William: Dystopie Eurozone: Gruppendenken und Leugnung im großen Stil (2017), Lola Books, ISBN 9783944203317
- Mitchell, William & Thomas Fazi: Reclaiming the State: A Progressive Vision of Sovereignty for a Post-Neoliberal World (2017), Pluto Press, ISBN 9780745337333
- Mitchell, William; L. Randall Wray; Martin Watts: Macroeconomics (2019), Macmillan International, Red Globe Press, ISBN 9781137610669